# Eucera digitata
Eucera digitata är en biart som beskrevs av Heinrich Friese 1896. Eucera digitata ingår i släktet långhornsbin, och familjen långtungebin. Inga underarter finns listade i Catalogue of Life.